# ドライブ・マイ・カー (映画)
『ドライブ・マイ・カー』 (Drive My Car) は、濱口竜介が監督した2021年8月20日公開の日本映画。村上春樹の同名短編「ドライブ・マイ・カー」の映画化で、濱口竜介監督の商業映画3作目。
第74回カンヌ国際映画祭で日本映画初となる脚本賞を含む計3部門を受賞し、第94回アカデミー賞で作品賞・脚色賞を含む計4部門にノミネートされて国際長編映画賞を受賞した。本作で濱口の評価が上昇した。

## 概要
妻を若くして亡くした舞台演出家を主人公に、彼が演出する多言語演劇の様子やそこに出演する俳優たち、彼の車を運転するドライバーの女との関わりが描かれている。
原作「ドライブ・マイ・カー」から主要な登場人物の名前と基本設定を借用しているが、同じく村上春樹の小説「シェエラザード」「木野」（いずれも短編集『女のいない男たち』所収）の内容や、アントン・チェーホフの戯曲『ワーニャ伯父さん』の台詞を織り交ぜた新しい物語として構成している。
フィクションとドキュメンタリーの境界を曖昧にし、短い会話を通じて物語を発展させる濱口の手法がよく現れた作品と評される。
脚本・脚色は濱口竜介と大江崇允、主演は西島秀俊。PG12指定作。

## あらすじ
家福と音
家福悠介（かふく・ゆうすけ）は成功した俳優・舞台演出家で、妻の音（おと）も脚本家として多くのテレビドラマを手がけている。二人には娘がいたが、幼いころ肺炎で亡くし以後は二人だけで暮らしている。
夫婦の間には、長くつづく二人だけの習慣があった。一つは家福が舞台の台詞を覚えるときの方法で、家福（西島秀俊）は、相手役の台詞部分だけを音（霧島れいか）がカセットテープに録音し、それに自分の台詞で答えながら台本を覚える手法を好んでいた。家福は愛車「サーブ900ターボ」を運転するときにこのテープを流し、自分の台詞をそらで繰り返しながら台本を身に染みこませた。もう一つの習慣は、夫婦のセックスの最中に音が頭に浮かぶ物語を語り、家福がそれを書きとめて音の脚本作りに活かすことだった。音はこのやり取りを経て脚本家としてデビューし成功した。
この二つの習慣は、子供を失ったあとずっと続いている。夫婦はこうして心の傷を乗り越え、穏やかで親密な生活を築いていた。
ある時、家福はウラジオストクの国際演劇祭に審査員として招待され空港へ向かう。ところが、空港に着いたところで航空便欠航のため渡航を1日延期することを現地の事務局から連絡を受ける。あえてホテルに泊まるまでもないと家福が家に戻ると、妻の音は、居間のソファで誰かと激しく抱き合っていた。それを見た家福は物音を立てぬように、そっと家を出る。家福はホテルに部屋をとり、ウラジオストクへ着いたことを装って音へ連絡し、いつも通り言葉を交わす。
家福はこれまでの夫婦の生活を守ることを優先させた。音は家福が情事を目撃したことを知らず、家福も自分が知っていることを明かさなかった。自動車の中で台本を暗記する習慣も、変わらず続いた。いま家福が取り組んでいるのは、チェーホフの戯曲『ワーニャ伯父さん』だった。家福は自分が運転する自動車の中で、音が抑揚を欠いた声で読み上げる「仕方ないの、生きていくほかないの。……長い長い日々と、長い夜を生き抜きましょう」とチェーホフの台詞を聞き続ける。
ある日、音が急死する。音から「帰宅したら話したいことがある」と言われた日の夜だった。家福が家に帰ると音は床に倒れており、意識を回復しないままで他界した。最後の別れを交わすこともできなかった。
広島国際演劇祭

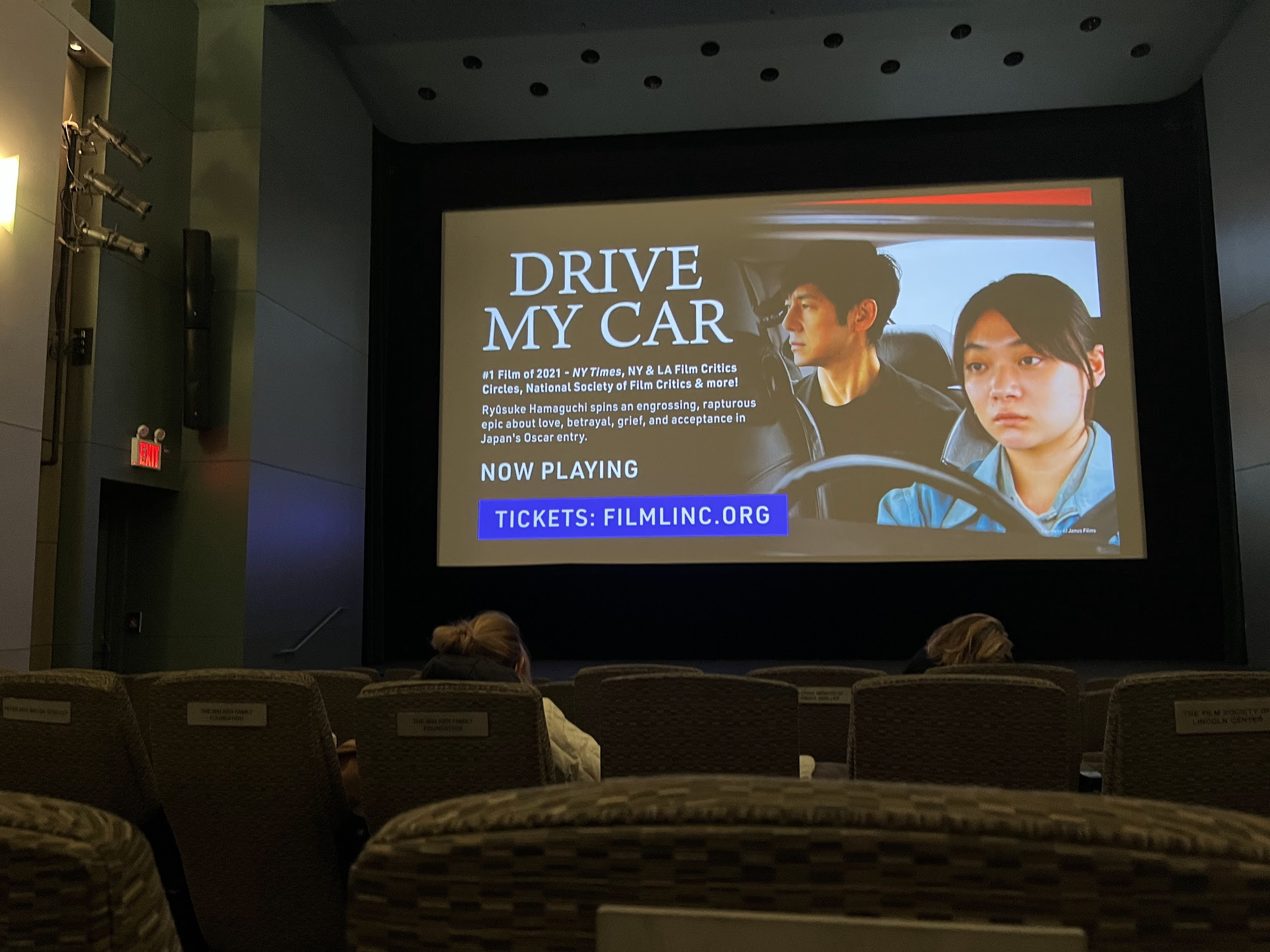
『ドライブ・マイ・カー』を上映するニューヨークのリンカーンセンタ−（2022年）

二年後。『ワーニャ伯父さん』でワーニャを演じて名声を得た家福は舞台演出家となり、広島で行われる国際演劇祭へ招聘を受ける。
この演劇祭では、家福が広島に長期滞在して演出を務め、各国からオーディションで選ばれた俳優がそれぞれの役を自国語で演じながら、『ワーニャ伯父さん』を上演することになっていた。
自分で車を運転して広島へ到着した家福は事務局から事故のトラブルを避けるため、宿舎と仕事場の車での移動には専属のドライバーをつけさせてほしいと申し出を受ける。扱いにくいマニュアル車だと家福は断ろうとするが、やってきたドライバーの渡利みさき（三浦透子）は有能で車の扱いに長け、無口で何も詮索しないことに家福は好感を抱く。
こうして、みさきの運転するサーブで家福が劇場へ通い、車内で『ワーニャ伯父さん』のカセットテープが流される日々が始まる。
オーディションには日本のほか、台湾・フィリピンまで各国から俳優が集まった。全員が自国語で台詞をしゃべり、俳優は数か国語がとびかう舞台の上で、台詞ではなく相手役の感情や動作だけをみて反応してゆかねばならない。『ワーニャ伯父さん』で重要な役割を果たす「ソーニャ」は韓国から参加したイ・ユナ（パク・ユリム）で、耳はきこえるが台詞は手話を使う俳優だった。
ワーニャ役に、家福は高槻耕史（岡田将生）を選出した。高槻は、音が脚本を書いた作品にも出演していた若い俳優で、家福はあのとき目撃した妻の情事の相手が高槻ではないかと疑っていた。高槻は将来を嘱望されながら、衝動的な行動を抑えきれない性格が災いして東京での仕事を失っていた。過去に音に連れられて家福の出演した『ゴドーを待ちながら』を観劇し、深い感銘を受けていた高槻は、オーディションの告知を見て即座に応募した。
家福は高槻への感情を押し殺し、多国語での稽古が始まる。俳優たちは風変わりな演出と、台本を棒読みで読み上げさせるだけの稽古にとまどいながら、しかし次第にお互いの感覚が鋭敏さを増してゆくのを感じる。俳優たちの間で何かが起き始める。
渡利みさきが運転する「サーブ900ターボ」で、家福は宿舎と劇場を往復する。走る車の中で、音が吹き込んだチェーホフの台詞「真実はそれがどんなものでもそれほど恐ろしくない。いちばん恐ろしいのは、それを知らないでいること…」が響きつづける。
三人の物語

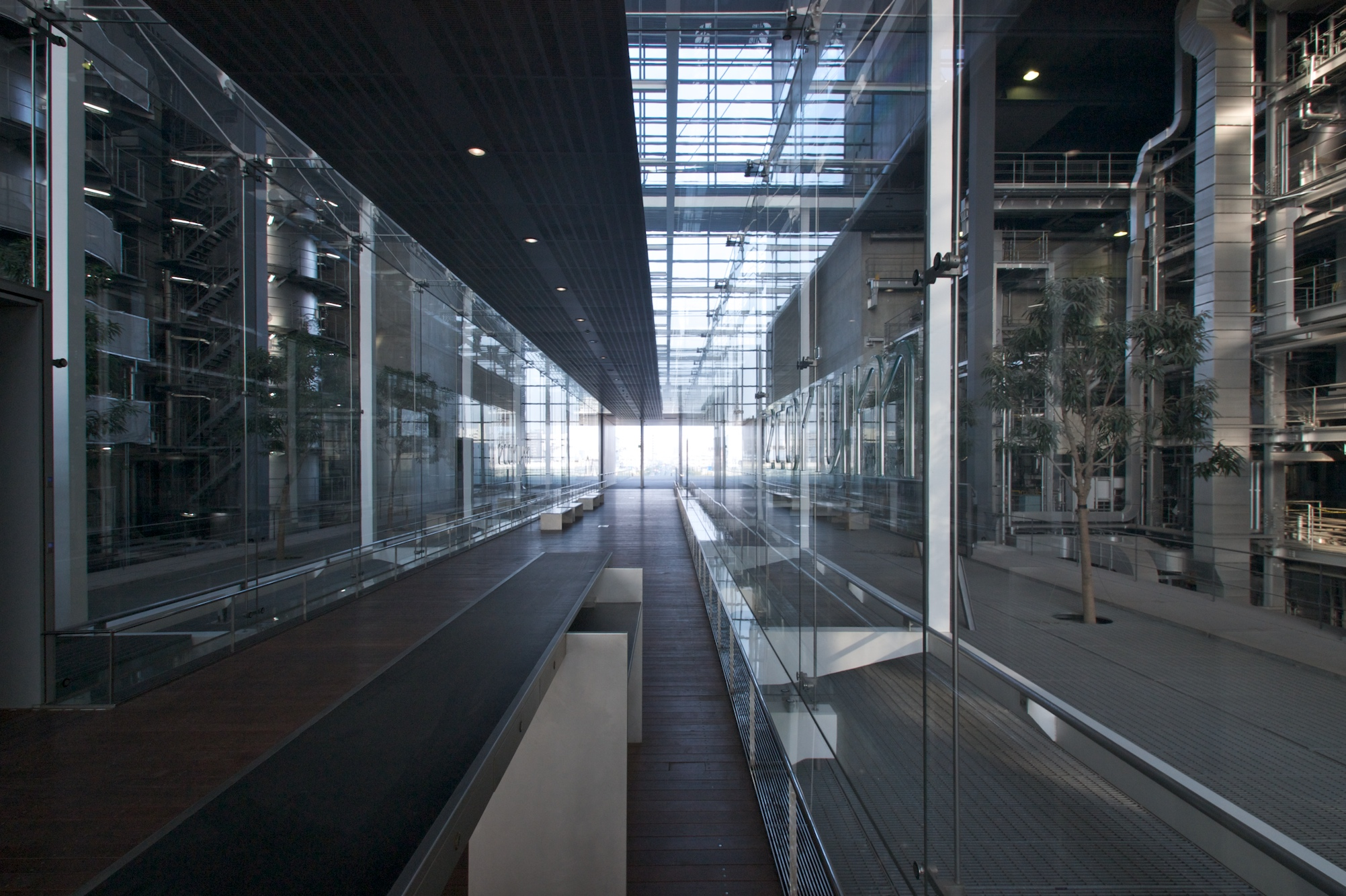
撮影が行われた広島市環境局中工場。

車での移動がつづくうち、はじめのうちいっさい口を開かなかったみさきが、少しずつ家福にこれまでの人生を語り始める。みさきは北海道の小さな集落「上十二滝村」で、母親一人に育てられていた。水商売をしていた母親は、まだ中学生のみさきに車を運転させて仕事場へ通った。車の運転がまずいと、母親は容赦なくみさきに手をあげ、それが理由でみさきは丁寧な運転を覚える。
あるとき大雨で地滑りが起き、自宅が土砂に呑み込まれる事故で母親は亡くなった。一人になったみさきは何ひとつあてがないまま、無事だった車で家を離れ、ひたすら西をめざした。偶然に車が故障した広島で、そのまま新しい生活を始めた。
ワーニャを演じる高槻も、家福に近づきはじめる。ひそかに妻と寝ていたかもしれない相手に、家福は夫婦の秘密を明かす。妻の音には、別に男がいた。音との日々の暮らしは、とても満ち足りたものだと自分は思っていた。しかし妻は自然に夫を愛しながら、夫を裏切っていた。夫婦は誰よりも深くつながっていたが、妻の中には夫が覗き込むことのできない黒い渦があった。かつてワーニャ役で名声を得ながら俳優としてのキャリアを中断したのは、チェーホフの戯曲が要求する「自分を差し出すこと」に耐えられなくなったからだ。家福は、そう高槻に話す。
この告白をきいて、高槻も音から聞いた物語を語り始める。それは、音が家福とのセックスのさなかに語った物語の続きだったが、家福が知っていたよりも陰惨で不思議な内容だった。恐ろしいことが起きたのに、しかもそれは自分の罪であるのに、世界は穏やかで何も変わっていないかのように見える。でもこの世界は禍々しい何かへと、確実に変わってしまった。高槻は音からきいた物語を、みさきの運転する車の中で、家福へ向かって語り続ける。
北海道へ
演劇祭は準備期間を終え、ようやく劇場での最終稽古が始まる。しかしある事件が起き、高槻が上演直前になって舞台を去る。事務局は家福に、このまますべてを中止するか、家福が高槻のワーニャ役を引き継いで上演を続けるかの選択を迫る。猶予は二日間しかない。
大きな衝撃を受ける家福。どこか落ち着いて考えられるところを走らせることを提案するみさきに、家福は、君の育った場所を見せてほしいと伝える。渡利は休みなく車を走らせ、二人の乗った赤の「サーブ900ターボ」は北海道へ向かう。
車内で、家福とみさきは、これまでお互いに語らなかった大きな秘密を明かす。かつてみさきが住んだ生家の跡地に着き、静まりかえる雪原の中に立ったとき、家福は妻から大きな傷を受けたこれまで自分が目をそむけてきた事実、自分が妻に抱いていた感情の真の意味にはじめて直面する。

## キャスト
- 家福悠介：西島秀俊
- 渡利みさき：三浦透子
- 家福音：霧島れいか
- イ・ユナ：パク・ユリム
- コン・ユンス：ジン・デヨン
- ジャニス・チャン：ソニア・ユアン（zh:袁子芸）
- ペリー・ディゾン
- アン・フィテ
- 柚原：安部聡子
- 高槻耕史：岡田将生
- 木村隆：猪股俊明

## スタッフ
- 監督：濱口竜介
- 脚本：濱口竜介、大江崇允
- 撮影：四宮秀俊
- 音楽：石橋英子
- 編集：山崎梓
- 助監督：久保田博紀・川井隼人
- 監督補：渡辺直樹・大江崇允
- ヘアメイク：市川温子
- 装飾：加々本麻未
- プロデューサー：山本晃久
- 配給：ビターズ・エンド
- 製作代表：中西一雄
- 制作プロダクション：C&Iエンタテインメント
- 製作幹事：カルチュア・エンタテインメント、ビターズ・エンド
- 製作：『ドライブ・マイ・カー』製作委員会（カルチュア・エンタテインメント、ビターズ・エンド、ねこじゃらし、クオラス、日本出版販売、文藝春秋、レスパスビジョン、C&Iエンタテインメント、朝日新聞社）

## 製作

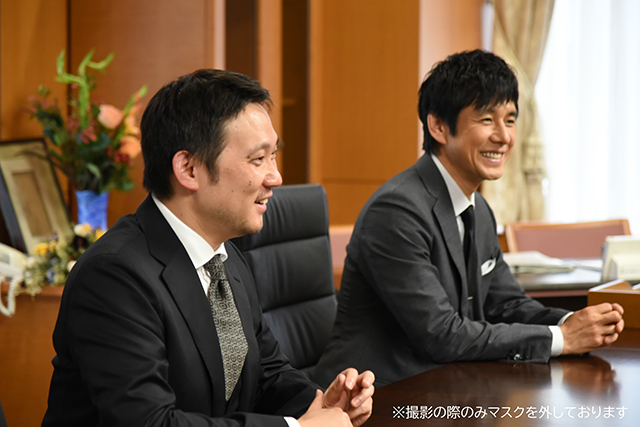
米アカデミー賞受賞後、日本で記者会見にのぞむ濱口竜介監督と俳優の西島秀俊（2022年4月）、

### 構想・脚本執筆
濱口は30代半ばの頃、原作小説が初出の『文藝春秋』に掲載された際に人から薦められて読み、「演じる」主題や車中の会話を通して進行する物語が、それまで自分が取り扱ってきた物語と近いと感じ、その時点では自身が村上作品の映画化をすることにまったく現実味はなかったが自分がアプローチできる作品かもしれないと思った、と述懐している。
2012年から2013年頃、ハルキストであるプロデューサーの山本が村上の別の短編の映画化を濱口に提案した。濱口は、村上作品の映画化に興味はあるが提案された小説は映画化が難しい旨を山本に伝え、代わりに柴崎友香の恋愛小説「寝ても覚めても」の映画化を提案し、山本プロデュースで映画化した（濱口の商業映画第1作）。
2018年、濱口は山本に「ドライブ・マイ・カー」の映画化を提案した。同小説は、現実に起きることしか物語の中で起きず、基本的にリアリズムをベースにしており、限られた予算でも映画化できると考えたことが提案の理由の一つだった。
濱口は短編小説を長編映画へ脚色するに当たり、『女のいない男たち』に収められた短編小説である「シェエラザード」と「木野」の要素を付け加えた。濱口は、村上の長編小説の魅力の一つとして、井戸を掘るように、現実の底に潜在している異界にまで下りていくような感覚と感じており、それら要素が含まれた「シェエラザード」と「木野」からモチーフを借りることで、村上が長編で展開する世界観へ近づけた。
物語の舞台について、原作の東京では車の走行シーンを自由に撮影できないと考えた濱口は、韓国の釜山に変更した。その後、後述の通り脚本を変更し舞台を広島に変更した。
濱口は共同脚本家として演劇に明るい人物の参加を望み、山本の紹介で大江崇允が参加した。濱口と大江は、釜山で数日間のシナリオハンティングを行ったのち、大江が「（釜山の）街についての文章」を執筆した。濱口は大江の文章もインスピレーションに初稿を執筆した。大江はほかにも、劇中で音（おと）が創作するヤツメウナギの話を執筆（それを元に濱口が劇中劇として改稿）したほか、「ワーニャ伯父さん」「ゴドーを待ちながら」についてもアドバイスを行った。
濱口は脚本の他にも「役の背景や性格などが想像できるようなサブテキスト」を執筆し撮影前に俳優に渡した。
濱口は、映画化に当たり脚本を原作者の村上に送り許諾を得た。濱口は、撮影開始後も脚本を変更する都度、原作者の村上にその旨を伝えたが村上から特に何も言われることはなかった。

### キャスティング
濱口が執筆したプロットをもとにキャスティングが行われ、家福悠介役に西島秀俊、渡利役に三浦透子、家福音役に霧島れいか、高槻役に岡田将生がキャスティングされた。三浦は濱口の前作『偶然と想像』のオーディションへの参加を経て、濱口からオファーが成された。その他の劇中の多言語劇に参加するキャストはオーディションによってキャスティングが行われた。濱口はキャスティングされた俳優を「拠り所」にして具体的なキャラクターをつくり上げ脚本を執筆した。

### 撮影
撮影監督は四宮秀俊が担当した。濱口は画角などを調整しつつ基本的にワンテイクで撮影を進めた。四宮は、ルックや色合いに関し、シナリオや村上の原作から受けた印象をベースにクロード・シャブロル監督の映画『石の微笑』のように「ブルーがきれいな」色彩を想起し濱口に提案した。四宮は「人の心の深いところに触れてしまうような感覚を受け、ミステリアスで不穏な感じが画面につきまとうよう雰囲気をイメージ」し撮影を進めた。
撮影機材はアーノルド＆リヒター社のAlexa miniを1カメに使用し、収録はARRI Rawで行った。レンズはウルトラプライムの単焦点レンズとアンジェニュー社（Angénieux）のズームレンズ、HRの25mmー250mm、車載や舞台のリハーサルシーンは2カメで撮影を行った。
撮影は2020年3月、東京ロケから開始し、本作の冒頭シーン等を撮影した。しかし、東京ロケの後、新型コロナウイルス感染症の世界的流行を受け、撮影が中断。その後予定していた釜山ロケも困難となったため、脚本を練り直して主舞台を変更することを決断した。山本と濱口は映画の設定である国際演劇祭の開催地にふさわしい大都市を条件に日本国内でロケハンを行った。
2020年9月中旬にプロデューサーの山本が広島にロケハンに訪れ釜山のロケ地に代わるいくつかの場所を確認した。その後、濱口らが広島を訪れたが、濱口は「広島で撮るのは自分にはまだ早い」と広島フィルム・コミッション（FC）の関係者に語った。濱口は、広島市中区吉島のごみ焼却施設・広島市中環境事業所中工場を視察した。同施設は、広島FCの関係者が、自身の大好きな場所として案内した。この際の説明で、施設が原爆ドームと原爆死没者慰霊碑を結ぶ平和の南北軸の延長線上にあり、丹下健三の弟子でもある設計者の谷口吉生が「自分の建物で師匠の軸線を止めるわけにはいかない」と、平和の軸線を遮らないように建物の中央を吹き抜けのデザインにして海まで抜かせていることなどを聞き、濱口は「ごみ処理場にまで平和の理念がある文化を感じられる街で、国際演劇祭開催地にふさわしい」と感銘を受けた。濱口は広島を主舞台に変更し脚本に落とし込んだ。
濱口は、広島を撮影地に選んだ理由としてほかにも「『ドライブ・マイ・カー』は妻を亡くした男性の再生の物語。原爆という傷から復興した広島は物語のコンセプトにぴったり」「ものすごく傷ついた人間がどうにかして希望を見つけようとしていくという物語。『広島という場所が（映画を）力づけ、導いてくれる』という感覚をどんどん持つようになった」としている。瀬戸内の風景については「光線が透き通っている印象」とその魅力を語り、「そのロケーションの素晴らしさが十分に画面に収められたということ、広島という場所が与える雰囲気みたいなものを得られたことは大きかった」「自分史上最も美しい映像が撮れた」「限りないほどの力を与えてくれた素晴らしいロケ地。また広島で映画を撮りたい」としている。
2020年11月中旬から12月上旬、広島ロケが行われた。撮影全体の3分の2が広島県内で行われた。撮影には、広島フィルム・コミッションが集めた延べ1200人が、通行人や観客らエキストラとして参加した。

#### 撮影場所一覧
- 広島県
  - 広島市[43][44][45]。
    - 広島高速2号線
    - 広島高速3号線
    - 広島高速4号線[16][35][38][注 1]
    - 広島平和記念公園[16][27]、広島国際会議場[9][35]
    - アステールプラザ[9]
    - 吉島（広島市環境局中工場[16][31][38][46]、吉島釣り公園[17][47][注 2]）
    - 新天地公園（広島市東新天地公共広場）[38][注 3]
    - 袋町（BAR CEDAR）[16][43][35]
    - 翠2丁目7付近の道路[注 4]
    - 海田大橋[26][43][44]
    - 宇品橋[43][46]
    - 広島みなと公園
    - グランドプリンスホテル広島[38][48][49]
    - 広島市安公民館[17][38][39][50]
    - クアハウス湯の山[43][44]

  - 呉市[43]
    - 安芸灘とびしま海道[16][44][46][51]
    - 御手洗（閑月庵新豊[46][52][53][注 5]）等[9][26][35]

  - 東広島市[43]
    - 東広島芸術文化ホールくらら[16][35]
    - 山陽自動車道小谷SA[55]

- 東京都首都高速道路
- 千葉県
  - 成田市成田国際空港
  - 流山市スターツおおたかの森ホール[56]
- 北海道赤平市[45]
- 大韓民国

### 編集
編集は、山崎梓が濱口作品では『THE DEPTHS』（2010年）『寝ても覚めても』（2018年）に続いて担当した。東京ロケが完了した2020年3月時点で脚本の1/3程度の撮影が終わっており、当該部分の編集が2020年6月から行われた。その後、2020年11月に撮影が再開され、全撮影完了後、編集が2021年2月頃まで行われた。
撮影に際し濱口は、現場でOKやNGはほとんど出さず、すべて終わったあとに使うシーン、そうでないシーンを決めるスタイルを取った。濱口は、その理由として「自分の目が必ずしも信用できず、現場でいいと思ったものが、改めて観ると違っていたり、逆に現場でNGと思ったものがよかったりするから」と述べている。
山崎は編集ソフトウェアとしてAvid Media Composerを使用した。撮影現場ではDIT部門が素材のバックアップ及び変換後データの送信を行った。デイリーで送信された素材を、編集アシスタントが画音合わせを行い、1つのビンに10シーンずつ分けて読み込み、そのビンにある全てのカットが編集されているマスタータイムラインとなるシーケンスを作成した。山崎はデイリーを確認して疑問点などをメモし、撮影後に濱口と素材全てを見直す作業を行った。撮影完了後、未編集の素材は50時間を超え、濱口と山崎及び複数のスタッフで行ったプレビューは1週間かかった。
当初、プロデューサーの山本は上映時間を2時間30分と想定し製作会社に説明を行った。ラッシュ時の上映時間は、監督ラッシュ時に3時間30分、山本の初見時で3時間15分となった。想定から大幅に長い上映時間に山本は絶句したが、その出来栄えに驚いた。最終的には2時間59分となり製作・配給のビターズ・エンドは長時間の上映時間を了承した。

### 音楽
音楽は石橋英子が担当した。ジム・オルーク、山本達久、須藤俊明、マーティ・ホロベック、波多野敦子が楽曲制作に参加した。
撮影前の打合せで、濱口は石橋に音楽について「割とドライな感じで、リズムがあって、あまり暗くしたくない」とリクエストした。石橋が最初に制作した楽曲は「ハードボイルドな感じ」であったが、濱口は「映像自体が観客との距離を保つものになることから、音楽は観客との距離を近づけるものにしてほしい」として、「（同楽曲は）ドライな部分が強調されている」との意見を石橋に伝えた。石橋は前述の撮影中断期間中、映像や脚本に何度も目を通し「一旦忘れた頃に出てくるメロディーを採用」することを決め、オープニングクレジット曲「“We'll live through the long, long days, and through the long nights”」を制作した。
制作では、「テンポ・楽器を代えたり、即興的にセッションしながらアレンジを変えたものをいっぱい録音」し、サウンドトラック全曲がオープニングテーマとエンディングテーマの2曲から派生した楽曲となった。濱口は、石橋から渡された大量のテーマパターン、アンビエント素材のデータから、使用楽曲と挿入場面を決定した。
原作の題名はザ・ビートルズの曲「ドライヴ・マイ・カー」から取られており（村上春樹の小説の題名は彼らの作品にちなんだものが多い）、一時は映画内での楽曲の使用が検討された。しかし権利上の問題で使用できなかったため、石橋英子が作曲した楽曲のほか、以下が使用された。
- モーツァルト『ロンド K. 485　ニ長調』
- ベートーヴェン『弦楽四重奏曲第3番　ニ長調　作品18-3』
- 『ダニー・ボーイ』（アイルランド民謡）
- ルイ・アームストロング『You're Driving Me Crazy』

### 作中の事物
原作と映画ともに初代サーブ・900が登場するが、原作で黄色のコンバーティブルモデルを、映画はいくつかの要因から赤色のターボ16の3ドアハッチバックモデルへ変更した。

## 評価
本作は国内外の批評家から絶賛された。批評集計サイトMetacriticによると、主要メディア42件の批評の内、"Positive"が100％、平均評価は91点となり、2021年公開の映画で最も評価の高い10作の一つとなった。アメリカの『ローリング・ストーン』誌が2021年の年間ベスト・ムービー第1位に選出したほか『ニューヨーク・タイムズ』紙や『TIME』誌が「2021年のベスト映画10本」の一つに選出した。『バラエティ』や『ザ・ニューヨーカー』など主要誌の著名批評家も「2021年最高の成果」の一つとして推薦した。Rotten Tomatoesでは、2月9日時点で145のレビューが寄せられ、その内98%が本作を支持し、平均評価は8.7/10となっている。

### 受賞
第74回カンヌ国際映画祭コンペティション部門へ正式出品され、脚本賞、国際映画批評家連盟賞、エキュメニカル審査員賞、AFCAE賞を受賞した。
第87回ニューヨーク映画批評家協会賞では、日本映画として初めて作品賞を受賞したほか、ロサンゼルス映画批評家協会賞と全米映画批評家協会賞でも作品賞を受賞した。これら3つ全てで作品賞を受賞した映画としては『グッドフェローズ』『L.A.コンフィデンシャル』『シンドラーのリスト』『ソーシャル・ネットワーク』『ハート・ロッカー』に次ぐ6作品目となった。
第79回ゴールデングローブ賞では非英語映画賞（旧外国語映画賞）を、日本作品としては『鍵』（1959年、市川崑監督）以来62年ぶりに受賞した。
第94回アカデミー賞では、日本映画初となる作品賞を含む4部門にノミネートされ、日本映画としては2009年の『おくりびと』以来となる国際長編映画賞を受賞した。
| 賞                                           | セレモニー開催日 | カテゴリー                     | 対象                         | 結果       | 出典            |
| -------------------------------------------- | ---------------- | ------------------------------ | ---------------------------- | ---------- | --------------- |
| カンヌ国際映画祭                             | 2021年7月17日    | パルム・ドール                 | 濱口竜介                     | ノミネート | [ 77 ] [ 78 ]   |
| カンヌ国際映画祭                             | 2021年7月17日    | 脚本賞                         | 濱口竜介、大江崇允           | 受賞       | [ 77 ] [ 78 ]   |
| カンヌ国際映画祭                             | 2021年7月17日    | 国際映画批評家連盟賞           | 濱口竜介                     | 受賞       | [ 77 ] [ 78 ]   |
| カンヌ国際映画祭                             | 2021年7月17日    | エキュメニカル審査員賞         | 濱口竜介                     | 受賞       | [ 77 ] [ 78 ]   |
| アジア太平洋映画賞                           | 2021年9月11日    | 作品賞                         | 濱口竜介、山本晃久           | 受賞       | [ 79 ] [ 80 ]   |
| アジア太平洋映画賞                           | 2021年9月11日    | 監督賞                         | 濱口竜介                     | ノミネート | [ 79 ] [ 80 ]   |
| アジア太平洋映画賞                           | 2021年9月11日    | 主演男優賞                     | 西島秀俊                     | ノミネート | [ 79 ] [ 80 ]   |
| アジア太平洋映画賞                           | 2021年9月11日    | 脚本賞                         | 濱口竜介、大江崇允           | 受賞       | [ 79 ] [ 80 ]   |
| シカゴ国際映画祭                             | 2021年10月24日   | シルバー・ヒューゴ審査員賞     | 濱口竜介                     | 受賞       | [ 81 ] [ 82 ]   |
| シカゴ国際映画祭                             | 2021年10月24日   | 観客賞（国際長編映画）         | 濱口竜介                     | 受賞       | [ 81 ] [ 82 ]   |
| ゴッサム・インディペンデント映画賞           | 2021年11月29日   | 国際長編映画賞                 | ドライブ・マイ・カー         | 受賞       | [ 83 ]          |
| ニューヨーク映画批評家協会賞                 | 2021年12月3日    | 作品賞                         | ドライブ・マイ・カー         | 受賞       | [ 84 ]          |
| ワシントンD.C.映画批評家協会                 | 2021年12月6日    | 外国語映画賞                   | ドライブ・マイ・カー         | 受賞       | [ 85 ]          |
| アトランタ映画批評家協会賞                   | 2021年12月6日    | 外国語映画賞                   | ドライブ・マイ・カー         | 受賞       | [ 86 ]          |
| オースティン映画批評家協会賞                 | 2021年12月6日    | 脚色賞                         | 濱口竜介、大江崇允           | 受賞       | [ 86 ]          |
| ヒューストン映画批評家協会賞                 | 2021年12月6日    | 外国語映画賞                   | ドライブ・マイ・カー         | 受賞       | [ 86 ]          |
| ニューヨーク映画批評家オンライン賞           | 2021年12月12日   | 外国語映画賞                   | ドライブ・マイ・カー         | 受賞       | [ 87 ]          |
| ボストン映画批評家協会賞                     | 2021年12月12日   | 作品賞                         | ドライブ・マイ・カー         | 受賞       | [ 88 ] [ 89 ]   |
| ボストン映画批評家協会賞                     | 2021年12月12日   | 監督賞                         | 濱口竜介                     | 受賞       | [ 88 ] [ 89 ]   |
| ボストン映画批評家協会賞                     | 2021年12月12日   | 主演男優賞                     | 西島秀俊                     | 受賞       | [ 88 ] [ 89 ]   |
| ボストン映画批評家協会賞                     | 2021年12月12日   | 脚本賞                         | 濱口竜介、大江崇允           | 受賞       | [ 88 ] [ 89 ]   |
| シカゴ映画批評家協会賞                       | 2021年12月15日   | 作品賞                         | ドライブ・マイ・カー         | ノミネート | [ 90 ]          |
| シカゴ映画批評家協会賞                       | 2021年12月15日   | 監督賞                         | 濱口竜介                     | ノミネート | [ 90 ]          |
| シカゴ映画批評家協会賞                       | 2021年12月15日   | 主演男優賞                     | 西島秀俊                     | ノミネート | [ 90 ]          |
| シカゴ映画批評家協会賞                       | 2021年12月15日   | 脚色賞                         | 濱口竜介、村上春樹、大江崇允 | ノミネート | [ 90 ]          |
| シカゴ映画批評家協会賞                       | 2021年12月15日   | 編集賞                         | 山崎梓                       | ノミネート | [ 90 ]          |
| シカゴ映画批評家協会賞                       | 2021年12月15日   | 外国語作品賞                   | ドライブ・マイ・カー         | 受賞       | [ 90 ]          |
| ロサンゼルス映画批評家協会賞                 | 2021年12月18日   | 作品賞                         | ドライブ・マイ・カー         | 受賞       | [ 91 ]          |
| ロサンゼルス映画批評家協会賞                 | 2021年12月18日   | 監督賞                         | 濱口竜介                     | 次点       | [ 91 ]          |
| ロサンゼルス映画批評家協会賞                 | 2021年12月18日   | 脚本賞                         | 濱口竜介、大江崇允           | 受賞       | [ 91 ]          |
| セントルイス映画批評家協会賞                 | 2021年12月19日   | 脚色賞                         | 濱口竜介、大江崇允           | ノミネート | [ 92 ] [ 93 ]   |
| セントルイス映画批評家協会賞                 | 2021年12月19日   | 外国語映画賞                   | ドライブ・マイ・カー         | 受賞       | [ 92 ] [ 93 ]   |
| ダラス・フォートワース映画批評家協会賞       | 2021年12月20日   | 外国語作品賞                   | ドライブ・マイ・カー         | 受賞       | [ 94 ]          |
| ゴールデングローブ賞                         | 2022年1月9日     | 非英語映画賞                   | ドライブ・マイ・カー         | 受賞       | [ 72 ] [ 73 ]   |
| 全米映画批評家協会賞                         | 2022年1月9日     | 作品賞                         | ドライブ・マイ・カー         | 受賞       | [ 95 ]          |
| 全米映画批評家協会賞                         | 2022年1月9日     | 監督賞                         | 濱口竜介                     | 受賞       | [ 95 ]          |
| 全米映画批評家協会賞                         | 2022年1月9日     | 脚本賞                         | 濱口竜介、大江崇允           | 受賞       | [ 95 ]          |
| 全米映画批評家協会賞                         | 2022年1月9日     | 主演男優賞                     | 西島秀俊                     | 受賞       | [ 95 ]          |
| サンフランシスコ・ベイエリア映画批評家協会賞 | 2022年1月10日    | 男優賞                         | 西島秀俊                     | ノミネート | [ 96 ]          |
| サンフランシスコ・ベイエリア映画批評家協会賞 | 2022年1月10日    | 脚色賞                         | 濱口竜介、大江崇允           | ノミネート | [ 96 ]          |
| サンフランシスコ・ベイエリア映画批評家協会賞 | 2022年1月10日    | 監督賞                         | 濱口竜介                     | ノミネート | [ 96 ]          |
| サンフランシスコ・ベイエリア映画批評家協会賞 | 2022年1月10日    | 外国語作品賞                   | ドライブ・マイ・カー         | 受賞       | [ 96 ]          |
| サンフランシスコ・ベイエリア映画批評家協会賞 | 2022年1月10日    | 作品賞                         | ドライブ・マイ・カー         | ノミネート | [ 96 ]          |
| トロント映画批評家協会賞                     | 2022年1月16日    | 作品賞                         | ドライブ・マイ・カー         | 受賞       | [ 97 ]          |
| シアトル映画批評家協会賞                     | 2022年1月17日    | 監督賞                         | 濱口竜介                     | 受賞       | [ 98 ]          |
| シアトル映画批評家協会賞                     | 2022年1月17日    | 編集賞                         | 山崎梓                       | ノミネート | [ 98 ]          |
| シアトル映画批評家協会賞                     | 2022年1月17日    | 非英語作品賞                   | 濱口竜介                     | 受賞       | [ 98 ]          |
| シアトル映画批評家協会賞                     | 2022年1月17日    | 作品賞                         | ドライブ・マイ・カー         | 受賞       | [ 98 ]          |
| シアトル映画批評家協会賞                     | 2022年1月17日    | 脚本賞                         | 濱口竜介、大江崇允           | 受賞       | [ 98 ]          |
| オンライン映画批評家協会賞                   | 2022年1月24日    | 男優賞                         | 西島秀俊                     | ノミネート | [ 99 ]          |
| オンライン映画批評家協会賞                   | 2022年1月24日    | 脚色賞                         | 濱口竜介、大江崇允           | ノミネート | [ 99 ]          |
| オンライン映画批評家協会賞                   | 2022年1月24日    | 監督賞                         | 濱口竜介                     | ノミネート | [ 99 ]          |
| オンライン映画批評家協会賞                   | 2022年1月24日    | 非英語作品賞                   | ドライブ・マイ・カー         | 受賞       | [ 99 ]          |
| オンライン映画批評家協会賞                   | 2022年1月24日    | 作品賞                         | ドライブ・マイ・カー         | ノミネート | [ 99 ]          |
| EDA賞                                        | 2022年1月25日    | 非英語作品賞                   | ドライブ・マイ・カー         | 受賞       | [ 100 ]         |
| フランス映画批評家協会賞                     | 2022年2月21日    | 外国語映画賞                   | ドライブ・マイ・カー         | 受賞       | [ 101 ]         |
| ロンドン映画批評家協会賞                     | 2022年2月22日    | 脚本賞                         | 濱口竜介、大江崇允           | 受賞       | [ 102 ]         |
| ロンドン映画批評家協会賞                     | 2022年2月22日    | 外国語映画賞                   | ドライブ・マイ・カー         | 受賞       | [ 102 ]         |
| インディペンデント・スピリット賞             | 2022年3月6日     | 外国映画賞                     | ドライブ・マイ・カー         | 受賞       | [ 103 ]         |
| クリティクス・チョイス・アワード             | 2022年3月13日    | 外国語映画賞                   | ドライブ・マイ・カー         | 受賞       | [ 104 ]         |
| 英国アカデミー賞（BAFTA映画賞）              | 2022年3月13日    | 非英語作品賞                   | 濱口竜介・山本晃久           | 受賞       | [ 105 ]         |
| 英国アカデミー賞（BAFTA映画賞）              | 2022年3月13日    | 監督賞                         | 濱口竜介                     | ノミネート | [ 105 ]         |
| 英国アカデミー賞（BAFTA映画賞）              | 2022年3月13日    | 脚色賞                         | ドライブ・マイ・カー         | ノミネート | [ 105 ]         |
| アカデミー賞                                 | 2022年3月27日    | 脚色賞                         | 濱口竜介・大江崇允           | ノミネート | [ 106 ]         |
| アカデミー賞                                 | 2022年3月27日    | 国際長編映画賞                 | ドライブ・マイ・カー         | 受賞       | [ 106 ]         |
| アカデミー賞                                 | 2022年3月27日    | 監督賞                         | 濱口竜介                     | ノミネート | [ 106 ]         |
| アカデミー賞                                 | 2022年3月27日    | 作品賞                         | 山本晃久                     | ノミネート | [ 106 ]         |
| サテライト賞                                 | 2022年4月2日     | 外国語映画賞                   | ドライブ・マイ・カー         | 受賞       | [ 107 ] [ 108 ] |
| サン・セバスティアン国際映画祭               | 2022年9月16日    | 国際映画批評家連盟賞グランプリ | 濱口竜介                     | 受賞       | [ 109 ] [ 110 ] |
| アジア・フィルム・アワード                   | 2023年3月12日    | 作品賞                         | ドライブ・マイ・カー         | 受賞       | [ 111 ]         |
| アジア・フィルム・アワード                   | 2023年3月12日    | 編集賞                         | 山崎梓                       | 受賞       | [ 111 ]         |
| アジア・フィルム・アワード                   | 2023年3月12日    | 音楽賞                         | 石橋英子                     | 受賞       | [ 111 ]         |

| 賞                                       | セレモニー開催日 または発表日 | カテゴリー                   | 対象                                 | 結果       | 出典            |
| ---------------------------------------- | ----------------------------- | ---------------------------- | ------------------------------------ | ---------- | --------------- |
| 第13回TAMA映画賞                         | 2021年11月21日                | 最優秀作品賞                 | 濱口竜介及びスタッフ・キャスト一同   | 受賞       | [ 112 ]         |
| 第13回TAMA映画賞                         | 2021年11月21日                | 最優秀新進女優賞             | 三浦透子                             | 受賞       | [ 112 ]         |
| ELLE CINEMA AWARDS 2021                  | 2021年12月18日                | ベストディレクター賞         | 濱口竜介                             | 受賞       | [ 113 ]         |
| 第34回日刊スポーツ映画大賞・石原裕次郎賞 | 2021年12月28日                | 作品賞                       | ドライブ・マイ・カー                 | 受賞       | [ 114 ]         |
| 第34回日刊スポーツ映画大賞・石原裕次郎賞 | 2021年12月28日                | 主演男優賞                   | 西島秀俊                             | 受賞       | [ 114 ]         |
| 第95回キネマ旬報ベスト・テン             | 2022年2月2日                  | 日本映画ベスト・テン         | ドライブ・マイ・カー                 | 第1位      | [ 115 ]         |
| 第95回キネマ旬報ベスト・テン             | 2022年2月2日                  | 日本映画監督賞               | 濱口竜介                             | 受賞       | [ 115 ]         |
| 第95回キネマ旬報ベスト・テン             | 2022年2月2日                  | 脚本賞                       | 濱口竜介、大江崇允                   | 受賞       | [ 115 ]         |
| 第95回キネマ旬報ベスト・テン             | 2022年2月2日                  | 助演女優賞                   | 三浦透子                             | 受賞       | [ 115 ]         |
| 第95回キネマ旬報ベスト・テン             | 2022年2月2日                  | 読者選出日本映画ベスト・テン | ドライブ・マイ・カー                 | 第1位      | [ 115 ]         |
| 第95回キネマ旬報ベスト・テン             | 2022年2月2日                  | 読者選出日本映画監督賞       | 濱口竜介                             | 受賞       | [ 115 ]         |
| 第43回ヨコハマ映画祭                     | 2022年2月6日                  | 日本映画ベストテン           | ドライブ・マイ・カー                 | 3位        | [ 116 ]         |
| 第43回ヨコハマ映画祭                     | 2022年2月6日                  | 助演女優賞                   | 三浦透子                             | 受賞       | [ 116 ]         |
| 第76回毎日映画コンクール                 | 2022年2月15日                 | 日本映画大賞                 | ドライブ・マイ・カー                 | 受賞       | [ 117 ] [ 118 ] |
| 第76回毎日映画コンクール                 | 2022年2月15日                 | 男優主演賞                   | 西島秀俊                             | ノミネート | [ 117 ] [ 118 ] |
| 第76回毎日映画コンクール                 | 2022年2月15日                 | 男優助演賞                   | 岡田将生                             | ノミネート | [ 117 ] [ 118 ] |
| 第76回毎日映画コンクール                 | 2022年2月15日                 | 女優助演賞                   | 三浦透子                             | ノミネート | [ 117 ] [ 118 ] |
| 第76回毎日映画コンクール                 | 2022年2月15日                 | 監督賞                       | 濱口竜介                             | 受賞       | [ 117 ] [ 118 ] |
| 第76回毎日映画コンクール                 | 2022年2月15日                 | 脚本賞                       | 濱口竜介・大江崇允                   | ノミネート | [ 117 ] [ 118 ] |
| 第76回毎日映画コンクール                 | 2022年2月15日                 | 撮影賞                       | 四宮秀俊                             | ノミネート | [ 117 ] [ 118 ] |
| 第76回毎日映画コンクール                 | 2022年2月15日                 | 美術賞                       | 徐賢先                               | ノミネート | [ 117 ] [ 118 ] |
| 第76回毎日映画コンクール                 | 2022年2月15日                 | 音楽賞                       | 濱石橋英子                           | ノミネート | [ 117 ] [ 118 ] |
| 第76回毎日映画コンクール                 | 2022年2月15日                 | 録音賞                       | 伊豆田廉明                           | ノミネート | [ 117 ] [ 118 ] |
| 第64回ブルーリボン賞                     | 2022年2月23日                 | 作品賞                       | ドライブ・マイ・カー                 | ノミネート | [ 119 ] [ 120 ] |
| 第64回ブルーリボン賞                     | 2022年2月23日                 | 監督賞                       | 濱口竜介                             | ノミネート | [ 119 ] [ 120 ] |
| 第64回ブルーリボン賞                     | 2022年2月23日                 | 主演男優賞                   | 西島秀俊                             | ノミネート | [ 119 ] [ 120 ] |
| 第64回ブルーリボン賞                     | 2022年2月23日                 | 助演男優賞                   | 岡田将生                             | ノミネート | [ 119 ] [ 120 ] |
| 第64回ブルーリボン賞                     | 2022年2月23日                 | 助演女優賞                   | 三浦透子                             | 受賞       | [ 119 ] [ 120 ] |
| 第72回芸術選奨文部科学大臣賞             | 2022年3月9日                  | 映画部門                     | 濱口竜介                             | 受賞       | [ 121 ]         |
| 第45回日本アカデミー賞                   | 2022年3月11日                 | 最優秀作品賞                 | ドライブ・マイ・カー                 | 受賞       | [ 122 ]         |
| 第45回日本アカデミー賞                   | 2022年3月11日                 | 最優秀監督賞                 | 濱口竜介                             | 受賞       | [ 122 ]         |
| 第45回日本アカデミー賞                   | 2022年3月11日                 | 最優秀脚本賞                 | 濱口竜介、大江崇允                   | 受賞       | [ 122 ]         |
| 第45回日本アカデミー賞                   | 2022年3月11日                 | 最優秀主演男優賞             | 西島秀俊                             | 受賞       | [ 122 ]         |
| 第45回日本アカデミー賞                   | 2022年3月11日                 | 最優秀撮影賞                 | 四宮秀俊                             | 受賞       | [ 122 ]         |
| 第45回日本アカデミー賞                   | 2022年3月11日                 | 最優秀照明賞                 | 高井大樹                             | 受賞       | [ 122 ]         |
| 第45回日本アカデミー賞                   | 2022年3月11日                 | 最優秀録音賞                 | 伊豆田廉明（録音）、野村みき（整音） | 受賞       | [ 122 ]         |
| 第45回日本アカデミー賞                   | 2022年3月11日                 | 最優秀編集賞                 | 山崎梓                               | 受賞       | [ 122 ]         |
| 第45回日本アカデミー賞                   | 2022年3月11日                 | 新人俳優賞                   | 三浦透子                             | 受賞       | [ 122 ]         |
| 第41回藤本賞                             | 2022年5月31日                 | 藤本賞                       | 山本晃久                             | 受賞       | [ 123 ]         |